# Ophiozonella astarte
Ophiozonella astarte är en ormstjärneart som först beskrevs av Clark 1949.  Ophiozonella astarte ingår i släktet Ophiozonella och familjen Ophiolepididae. Inga underarter finns listade i Catalogue of Life.